# Igor Savtchenko
Pour les articles homonymes, voir Savtchenko.
Igor Andreïevitch Savtchenko (russe : Игорь Андреевич Савченко) est un réalisateur, scénariste et acteur soviétique, né à Vinnitsa (Ukraine) le 15 septembre 1906 et décédé le 14 décembre 1950 à Moscou. Membre du Parti communiste de l'Union soviétique.

## Biographie
Après avoir étudié la mise en scène à l'Institut des arts scéniques de Leningrad, il débute comme acteur et metteur en scène de Théâtre de la jeunesse ouvrière; il est acteur dans Les 26 commissaires de Nikolaï Chenguelaia (1933). Il passe à la réalisation avec Garmon en 1934. En 1941, il rend hommage à Bogdan Khmelnitski, chef cosaque, héros de la résistance ukrainienne à l'envahisseur polonais au XVIIe siècle. Il entreprend en 1950 une nouvelle épopée biographique consacrée au poète Tarass Chevtchenko, mais qu'il ne pourra terminer.
Professeur à l'Institut fédéral d'État du cinéma (VGIK) de Moscou, où parmi ses élèves sont Sergueï Paradjanov, Vladimir Naoumov, Alexandre Alov, Nikolaï Krioutchkov, Marlen Khoutsiev.
Mort le 14 décembre 1950 à Moscou, Igor Savtchenko est enterré au cimetière de Novodevitchi.

## Filmographie
- 1931 : Nikita Ivanovitch
- 1934 : Garmon
- 1936 : Le Hasard d'une rencontre
- 1937 : Le Cosaque Golota
- 1939 : Les Cavaliers (Vsadniki)
- 1941 : Bogdan Khmelnitski
- 1942 : Recueil cinématographique n°9
- 1943 : Les Partisans dans les plaines d'Ukraine (Partizany v steppyah Ukrainy), musique de Serguei Prokofiev
- 1944 : Ivan Nikouline (Nikouline, matelot russe)
- 1946 : Un vaudeville ancien
- 1948 : Le Troisième Coup (Tretiy udar)
- 1951 : Tarass Chevtchenko (terminé par Aleksandr Alov et Vladimir Naoumov).

## Récompenses
- prix Staline (1942), pour le film Bogdan Khmenitski (1941)
- prix Staline (1949), pour le film Le Troisième Coup (1948)
- prix Staline (1952), pour le film Tarass Chevtchenko (1951)
- Ordre du Drapeau rouge du Travail